# Liste des maires de Langogne
Cet article dresse une liste par ordre de mandat des maires de Langogne.

## Liste des maires
| Période                                  | Période      | Identité                              | Étiquette                            | Qualité                                                                              |
| ---------------------------------------- | ------------ | ------------------------------------- | ------------------------------------ | ------------------------------------------------------------------------------------ |
| Les données manquantes sont à compléter. |              |                                       |                                      |                                                                                      |
| 1793                                     | 1793         | Jean Chalier                          |                                      |                                                                                      |
| 1793                                     | 1796         | Antoine Louis Jean                    |                                      |                                                                                      |
| 1796                                     | 1814         | Charles François Mathieu              |                                      |                                                                                      |
| 1814                                     | 1815         | Jean Guillaume Colombet de Landos     |                                      |                                                                                      |
| janvier 1815                             | juillet 1815 | Charles François Mathieu              |                                      |                                                                                      |
| 1815                                     | 1830         | Jean Guillaume Colombet de Landos     |                                      |                                                                                      |
| 1830                                     | 1834         | André Rodieu                          |                                      |                                                                                      |
| 1834                                     | 1840         | Antoine Benoit Sapet                  |                                      |                                                                                      |
| 1841                                     | 1848         | Henry Frédéric Baldit                 |                                      | Conseiller général de Langogne                                                       |
| 1848                                     | 1863         | Jean-Baptiste de Colombet de Landos   |                                      | Conseiller général de Langogne                                                       |
| 1863                                     | 19 mai 1866  | Adrien Combe                          |                                      | Conseiller général de Langogne                                                       |
| 1866                                     | 1879         | Anatole de Colombet de Landos         |                                      | Conseiller général de Langogne Député Sénateur                                       |
| 1881                                     | 1889         | Joseph Coste                          |                                      | Médecin                                                                              |
| 1889                                     | 1912         | Paulin-Albert de Verdelhan des Molles |                                      | Conseiller général de Langogne                                                       |
| 1912                                     | 8 mai 1916   | René-Charles de Verdelhan des Molles  |                                      | Conseiller général de Langogne                                                       |
| 1916                                     | 1919         | Louis Bonnet                          |                                      |                                                                                      |
| 19 janvier 1919                          | 24 août 1919 | Louis Bonnet                          |                                      |                                                                                      |
| 1919                                     | 1925         | René-Charles de Verdelhan des Molles  |                                      | Conseiller général de Langogne                                                       |
| 1925                                     | 1934         | Adolphe Nouet                         |                                      | Conseiller général de Langogne                                                       |
| 24 juin 1934                             | 1935         | Pierre Grasset                        |                                      |                                                                                      |
| 5 mai 1935                               |              | Pierre Grasset                        |                                      |                                                                                      |
| 1945                                     | 1947         | Robert Eugène                         |                                      |                                                                                      |
| 1947                                     | 1959         | Maurice Prat                          |                                      |                                                                                      |
| 1959                                     | 1977         | Félix Viallet                         | RPF puis RS puis UNR puis UDR        | Abbé Conseiller municipal 1er adjoint au maire Conseiller général de Langogne Député |
| 1977                                     | 1983         | Georges Brunel                        | PS                                   |                                                                                      |
| 1983                                     | 1989         | René Aurand                           | RPR                                  |                                                                                      |
| 1989                                     | 1995         | Georges Brunel                        | PS                                   |                                                                                      |
| 1995                                     | 2005         | Robert Surjous                        | UDF-PR puis UDF-DL puis RPR puis UMP | Conseiller général de Langogne                                                       |
| 2005                                     | 2008         | Madeleine Romeuf                      | UMP puis NC                          |                                                                                      |
| 2008                                     | en cours     | Guy Malaval                           | PS                                   |                                                                                      |